# Kristian Poulsen (Rennfahrer)

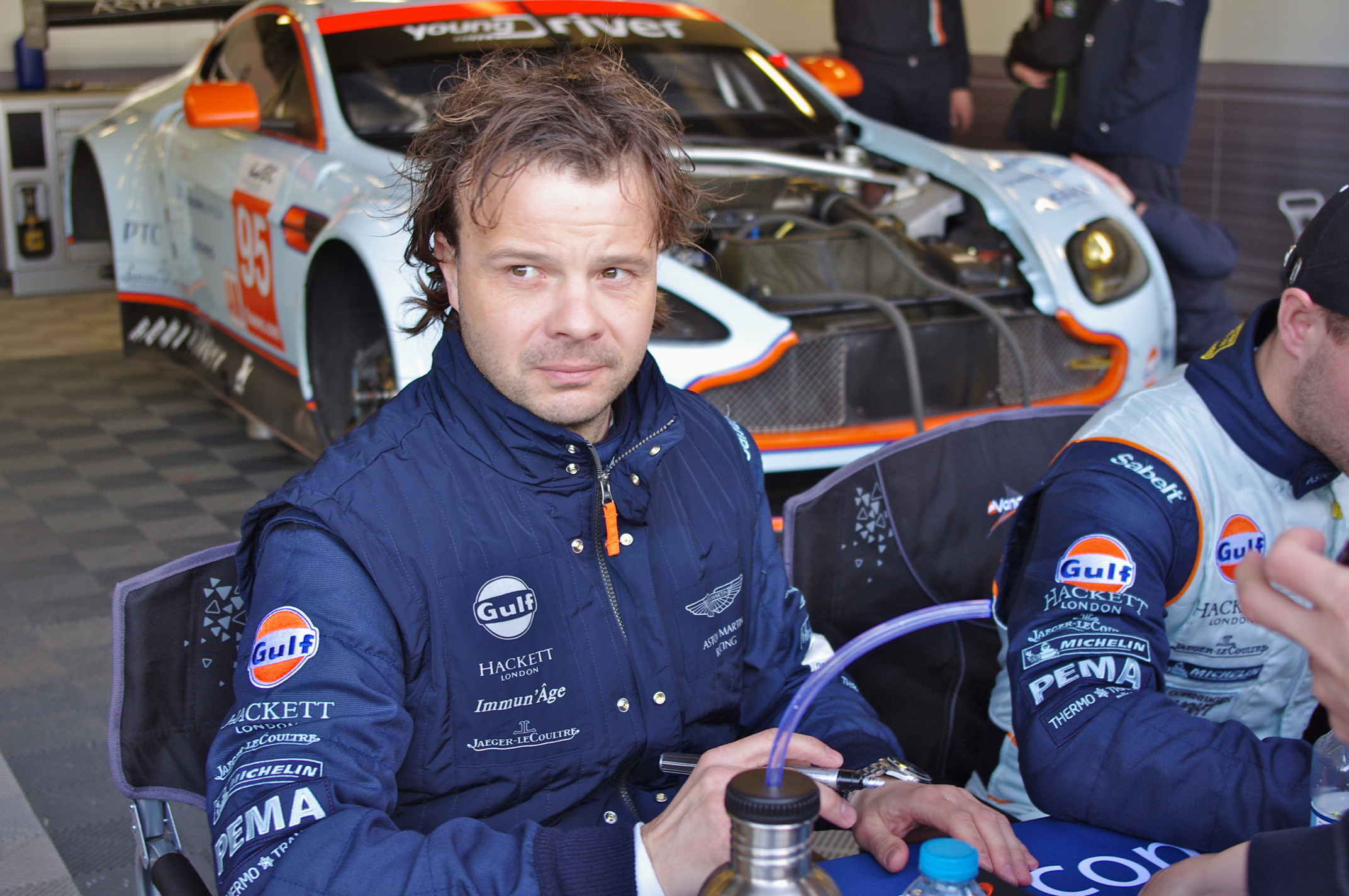
Kristian Poulsen 2013

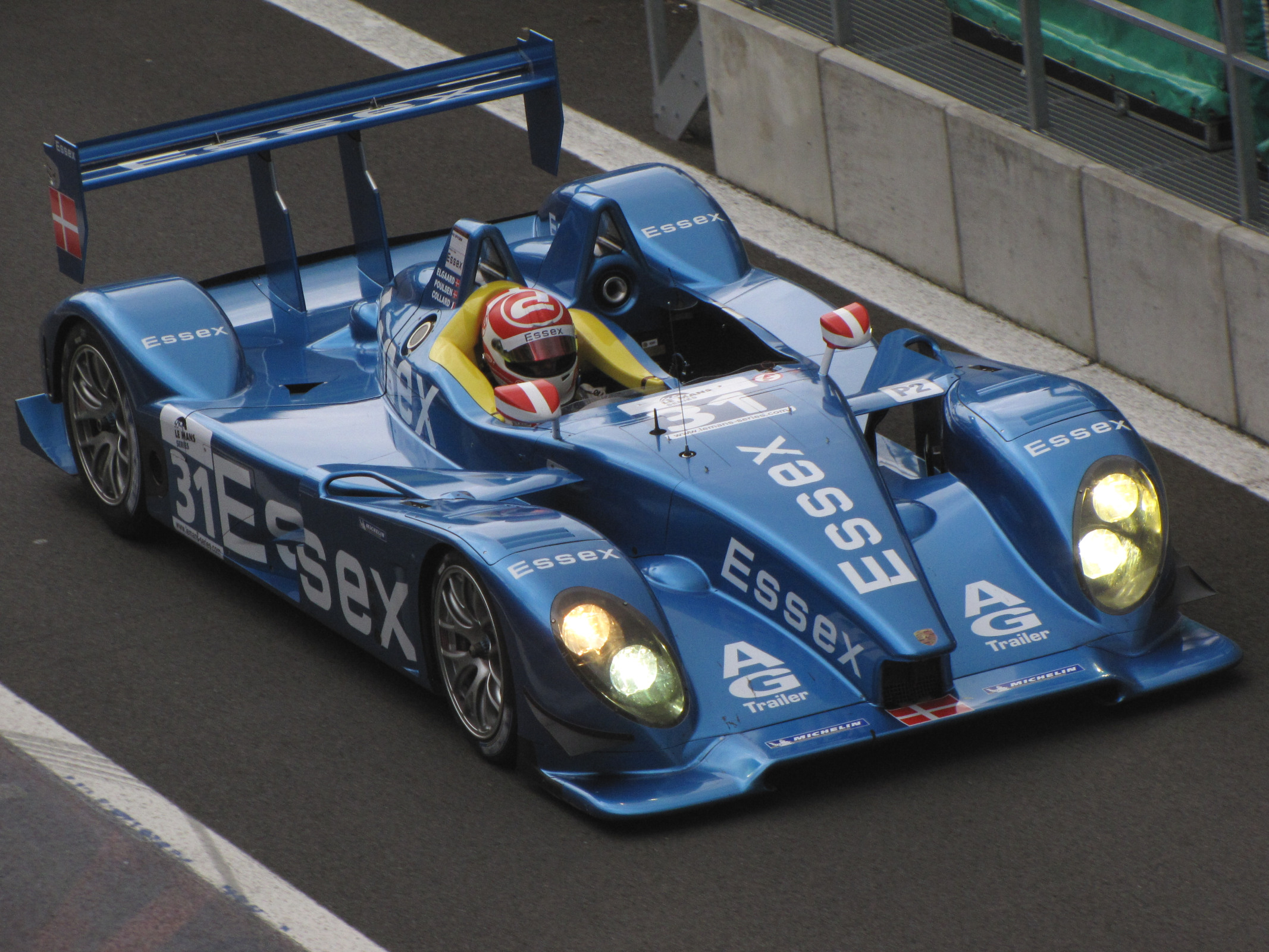
Kristian Poulsen im Porsche RS Spyder, beim Training zum 1000-km-Rennen von Spa-Francorchamps 2009

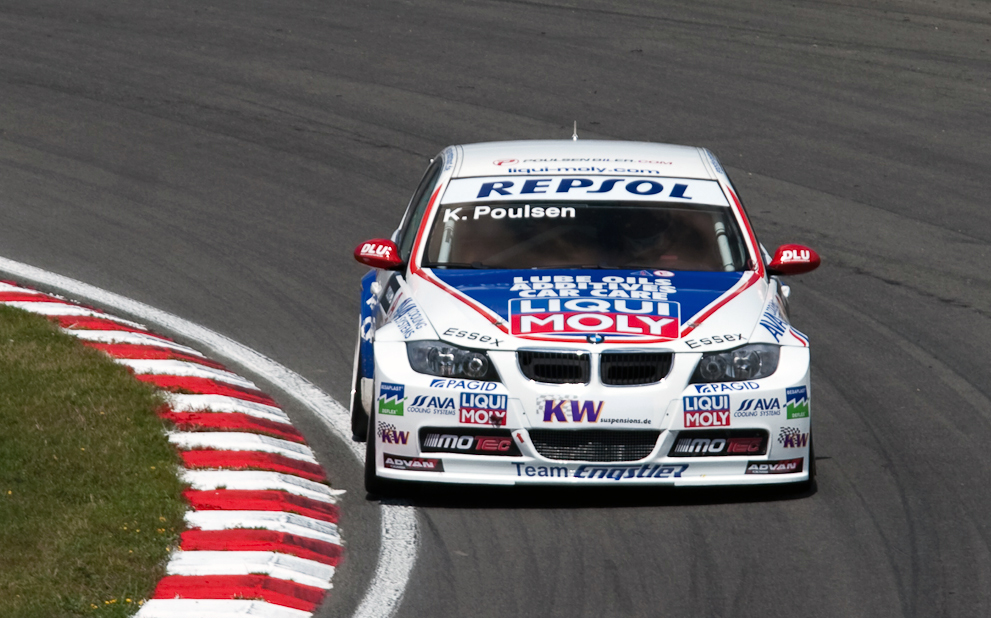
Poulsen im Engstler-BMW beim WTCC-Rennen in Brands Hatch 2009

Kristian Poulsen (* 18. November 1975 in Flensburg, Deutschland) ist ein dänischer Automobilrennfahrer. Er startete von 2008 bis 2011 in der Tourenwagen-Weltmeisterschaft (WTCC).

## Karriere
Poulsen begann seine Motorsportkarriere 1985 im Kartsport und war bis 1993 in dieser Sportart aktiv. Anschließend trat der Däne zwischen 1995 und 2007 zu diversen Rallyes an. Zwischen 1999 und 2006 startete er bei drei Rallyes der Rallye-Weltmeisterschaft, konnte jedoch keine Punkte erzielen.
2007 wechselte Poulsen in den Tourenwagensport und wurde 18. in der Danish Touringcar Championship. Außerdem nahm er am European Touring Car Cup teil und beendete die Saison auf dem dritten Platz der Super-2000-Wertung. 2008 verbesserte sich Poulsen mit einem Sieg auf den elften Platz in der DTC und wurde Sechster in der Super-2000-Wertung des European Touring Car Cups. Außerdem debütierte Poulsen 2008 in der Tourenwagen-Weltmeisterschaft (WTCC). In einem BMW 320si nahm er an drei Rennwochenenden für Poulsen Motorsport, seinem eigenen Rennstall, und an einem Rennwochenende für Wiechers-Sport teil. Er erzielte keine Punkte.
2009 startete Poulsen für das Liqui Moly Team Engstler in einem BMW 320si bei jedem Rennen der WTCC-Saison. Während sein Teamkollege Franz Engstler den 16. Gesamtrang belegte, blieb Poulsen mit einem zehnten Platz als bestes Resultat ohne Punkte. In der Independents’ Trophy belegte er den sechsten Platz. Darüber hinaus debütierte Poulsen 2009 beim 24-Stunden-Rennen von Le Mans. In einem Porsche RS Spyder Evo wurde er zusammen mit Emmanuel Collard und Casper Elgaard Zehnter im Schlussklassement und Sieger in der LMP2-Wertung. In der Le Mans Series trat er ebenfalls zu einem Rennen an und entschied auch dort die LMP2-Wertung für sich. In der DTC trat der Rennfahrer in dieser Saison nur zu drei Rennen an und belegte den 18. Gesamtrang. 2010 ließ Poulsen die ersten zwei Rennwochenenden der WTCC aus und trat anschließend in einem BMW 320si, der von seinem eigenen Team eingesetzt wurde, an. Poulsen erzielte bei einigen Rennen Punkte und beendete die Saison mit einem sechsten Platz als bestes Ergebnis auf dem 14. Platz in der Fahrerweltmeisterschaft. In der internen Independents’ Trophy belegte er den dritten Platz. Darüber hinaus wurde der Rennfahrer 2010 Siebter in der Super-2000-Wertung des European Touring Car Cups.
2011 kehrte Poulsen zum Liqui Moly Team Engstler zurück und wurde erneut Teamkollege von Engstler. Beim zweiten Rennen in Monza erzielte er mit einem dritten Platz seine erste Podest-Platzierung in der WTCC. Im weiteren Saisonverlauf fuhr er regelmäßig in die Punkteränge, stand jedoch nicht erneut auf dem Podium. Die Saison schloss er auf dem siebten Platz der Fahrerweltmeisterschaft ab und lag damit vor Engstler, der ein Rennen gewonnen hatte. Die Yokohama Trophy, die Wertung für Privatfahrer, gewann Poulsen mit zwei Punkten Vorsprung auf seinen Landsmann Michel Nykjær. Poulsen kündigte nach dem Saisonende an, die WTCC zu verlassen.

## Statistik

### Karrierestationen
| - 1985–1993: Kartsport - 1995–2006: Rallyesport - 1999: WRC - 2004: WRC - 2006: WRC - 2007: DTC (Platz 18) | - 2007: ETC-Cup, Super 2000 (Platz 3) - 2008: DTC (Platz 11) - 2008: ETC-Cup, Super 2000 (Platz 6) - 2008: WTCC - 2009: WTCC - 2009: Le Mans Series, LMP2 | - 2009: DTC (Platz 18) - 2010: WTCC (Platz 14) - 2010: ETC-Cup, Super 2000 (Platz 7) - 2011: WTCC (Platz 7) |

### Le-Mans-Ergebnisse
| Jahr | Team                | Fahrzeug                 | Teamkollege              | Teamkollege    | Platzierung             | Ausfallgrund                  |
| ---- | ------------------- | ------------------------ | ------------------------ | -------------- | ----------------------- | ----------------------------- |
| 2009 | Team Essex          | Porsche RS Spyder        | Emmanuel Collard         | Casper Elgaard | Rang 10 und Klassensieg |                               |
| 2012 | Aston Martin Racing | Aston Martin Vantage GT2 | Christoffer Nygaard      | Allan Simonsen | Ausfall                 | Unfall                        |
| 2013 | Aston Martin Racing | Aston Martin Vantage GT2 | Christoffer Nygaard      | Allan Simonsen | Ausfall                 | tödlicher Unfall von Simonsen |
| 2014 | Aston Martin Racing | Aston Martin Vantage GTE | David Heinemeier Hansson | Nicki Thiim    | Rang 19 und Klassensieg |                               |
| 2015 | Larbre Compétition  | Chevrolet Corvette C7.R  | Paolo Ruberti            | Gianluca Roda  | Ausfall                 | Getriebeschaden               |

### Einzelergebnisse in der FIA-Langstrecken-Weltmeisterschaft
| Saison | Team                | Rennwagen                | 1   | 2   | 3   | 4   | 5   | 6   | 7   | 8   |
| ------ | ------------------- | ------------------------ | --- | --- | --- | --- | --- | --- | --- | --- |
| 2012   | Aston Martin Racing | Aston Martin Vantage GT2 | SEB | SPA | LEM | SIL | SAO | BAH | FUJ | SHA |
| 2012   | Aston Martin Racing | Aston Martin Vantage GT2 | DNF |     |     |     |     |     |     |     |
| 2013   | Aston Martin Racing | Aston Martin Vantage GT2 | SIL | SPA | LEM | SAO | AUS | FUJ | SHA | BAH |
| 2013   | Aston Martin Racing | Aston Martin Vantage GT2 | 19  | 22  | DNF | DNF | 17  | 17  | DNF | 13  |
| 2014   | Aston Martin Racing | Aston Martin Vantage GTE | SIL | SPA | LEM | AUS | FUJ | SHA | BAH | SAO |
| 2014   | Aston Martin Racing | Aston Martin Vantage GTE | 15  | 19  | 19  | 18  | 17  | 21  | 19  | 14  |
| 2015   | Larbre Compétition  | Chevrolet Corvette C7.R  | SIL | SPA | LEM | NÜR | AUS | FUJ | SHA | BAH |
| 2015   | Larbre Compétition  | Chevrolet Corvette C7.R  | 25  | DNF | DNF | 27  | 27  |     |     | 31  |

### WRC-Ergebnisse
| Saison | Team             | Fahrzeug                  | 1   | 2       | 3   | 4   | 5       | 6   | 7   | 8   | 9       | 10  | 11  | 12  | 13  | 14  | 15  | 16  | Punkte | Pos. |
| ------ | ---------------- | ------------------------- | --- | ------- | --- | --- | ------- | --- | --- | --- | ------- | --- | --- | --- | --- | --- | --- | --- | ------ | ---- |
| 1999   | Kristian Poulsen | Ford Escort WRC           | MON | SWE     | KEN | POR | ESP DNF | FRA | ARG | GRE | NZL     | FIN | CHN | ITA | AUS | GBR |     |     | 0      | -    |
| 2004   | Kristian Poulsen | Mitsubishi Lancer Evo VII | MON | SWE DNF | MEX | NZL | CYP     | GRE | TUR | ARG | FIN     | GER | JPN | GBR | ITA | FRA | ESP | AUS | 0      | -    |
| 2006   | Kristian Poulsen | Toyota Corolla WRC        | MON | SWE     | MEX | ESP | FRA     | ARG | ITA | GRE | GER DNF | FIN | JPN | CYP | TUR | AUS | NZL | GBR | 0      | -    |